# Xã St. Marys, Quận Pottawatomie, Kansas
Xã St. Marys (tiếng Anh: St. Marys Township) là một xã thuộc quận Pottawatomie, tiểu bang Kansas, Hoa Kỳ. Năm 2010, dân số của xã này là 3.630 người.